# Karl von Grolman
Karl Wilhelm Georg Grolman, à partir de 1786 von Grolman (né le 30 juillet 1777 à Berlin - décédé le 15 septembre 1843 à Posen) est un militaire prussien.

## Biographie
Karl von Grolman est issu de la famille von Grolman, originaire de Westphalie et élevée au rang de noblesse prussienne. Son père est Heinrich Dietrich von Grolman, président du tribunal supérieur de Berlin et co-auteur du droit foncier général prussien. Sa mère est Maria Susanna, née Maercker (1744-1825), fille du conseiller criminel Arnold Georg Maercker (mort en 1758).
Von Grolman fait partie des acteurs des réformes prussiennes.

### Carrière militaire
Grolman rejoint le 1er avril 1791 le 25e régiment d'infanterie "von Möllendorf" de l'armée prussienne  et est promu au rang de sous-lieutenant au début du mois d'avril 1797. À la fin de mars 1804, il devient premier lieutenant de l'armée et adjudant de l'inspection d'infanterie de Berlin auprès du maréchal Möllendorf. À la fin de septembre 1805, il est promu capitaine d'état-major et membre de la célèbre société militaire de Berlin. Pendant la guerre de la quatrième coalition, Grolman prend part à la bataille d'Iéna en 1806/07 et après la défaite de l'armée prussienne, il devient l'adjudant du prince de Hohenlohe. Envoyé avec des messages au roi de Prusse Frédéric-Guillaume III, Grolman échappe à la reddition de Prenzlau  et rejoint l'armée en province de Prusse-Orientale. Il trouve un poste dans l'état-major du corps prussien du général L'Estocq. À ce titre, il participe à la bataille d'Eylau et est promu major après la bataille d'Heilsberg.
Après la guerre, Grolman est membre de la Commission de réorganisation militaire de Scharnhorst et, le 1er mars 1809, il participe au travail de réorganisation de l'armée en tant que directeur du premier département du ministère de la Guerre. En même temps, il se hisse ainsi à la tête du cabinet militaire nouvellement créé.
Cependant, comme il veut absolument lutter contre l'occupation française, il en profite pour entrer en service autrichien en 1809 et participe à la campagne de Franconie et de Saxe dans le corps du général von Kienmayer. Cette guerre échoue cependant, et Grolman s'enfuit via l'Angleterre dans l'armée espagnole (1810), où il sert en tant que major et commandant d'un bataillon étranger. Il prend part à la guerre contre les troupes françaises, mais en janvier 1812, il est capturé pendant le siège de Valence. Il s'échappe en Suisse en juin et est ensuite parti de Bavière pour étudier à l'université d'Iéna.
Au printemps de 1813, Grolman est de nouveau employé comme major dans l'armée prussienne. Il sert dans les campagnes suivantes comme officier d'état-major dans divers corps et participe aux batailles les plus importantes de la Campagne d'Allemagne à Lützen, Bautzen et au combat d'Haynau. Après l'armistice de Pleiswitz, Grolman reçut sa promotion au grade de lieutenant-colonel et un poste d'officier d'état-major avec le 2e corps d'armée. Il est grièvement blessé à la bataille de Kulm, mais combat toujours en tant que colonel dans la bataille de Leipzig et prend ensuite part à la campagne de 1814 jusqu'à la paix de Paris. En 1814, il est envoyé au Congrès de Vienne, mais en mars 1815, il est nommé quartier-maître général de l'armée du général Blücher. À ce titre, il sert pendant la campagne de 1815.
Après la guerre, Grolman sert dans le département topographique de l'état-major général. Il passe au grade de major général et chef d'état-major général. Mais déjà en 1819, il quitte l'armée sous la pression de la restauration de la monarchie prussienne. Il ne reçoit même pas de pension. Il déménage dans le petit village de Gosda (à l'est de Cottbus). Cinq ans plus tard, le prince Auguste de Prusse le persuade de retourner au service actif. Grolman sert comme lieutenant général et commandant de la 9e division d'infanterie à Glogau . En 1830, au moment du soulèvement polonais, il commande les troupes sous Gneisenau à la frontière prussienne. À la fin de mars 1832, il est chargé de la gestion des affaires en tant que général commandant du 5e corps d'armée à Posen. Il est nommé général commandant en septembre 1835. En même temps, il est  nommé par le roi Frédéric-Guillaume III à la tête du 6e régiment de grenadiers. En 1837, il est promu général d'infanterie et à l'occasion de la fête de l'Ordre, il devient chevalier de l'Ordre de l'Aigle noir en janvier 1839. En 1843, Grolman meurt dans l'exercice de ses fonctions.

## Famille
Grolman est marié deux fois. Sa première femme est Sophie von Gerlach (1787-1807), fille du maire de Berlin Carl Friedrich Leopold von Gerlach, le 30 octobre 1804 à Berlin. Après le décès prématuré de celle-ci, il épouse le 26 octobre 1816 à Rentweinsdorf Hedwig von Rotenhan (1796-1864), la fille du baron Siegmund von Rotenhan (1761-1826) et d'Antoinette von Lenthe (1778-1806). Les enfants suivants sont nés de ces mariages :
- Louise (1806-1878) mariée le 15 août 1829 avec Felix comte von Stosch (1795-1871)[2]
- Antonie (1818-1832)
- Bertha (1820-1836)
- Sophie (1821-1901) mariée le 15 mai 1848 à Berlin avec Ulrich baron Prätorius von Richthofen (1814-1878) (frère de Karl von Richthofen (de))[3], parents de Wolfram von Richthofen (de)
- Adelheid (née et morte en 1823)
- Carl (1824-1895), lieutenant-colonel prussien, président du tribunal de grande instance de Neisse marié le 7 mai 1847 à Bonn avec Geraldine baronne von Steinäcker (de) (1828-1896), fille du général d'infanterie Friedrich von Steinaecker (de)
- Adolf (1826-1827)
- Wilhelm (1829-1893), général d'infanterie prussien marié le 12 juillet 1864 à Berlin avec Elisabeth von Block
- Julius (1831-1835)
- Julie (née et morte en 1831)

## Postérité
Avec Boyen, il prend position pour la fortification de la Prusse-Orientale. Grolman donne son nom à un bastion des fortifications de Königsberg, entre la porte du Roi (de) et la porte du Jardin de roses (de).
À partir de 1889, un régiment stationné en dernier lieu à Osterode porte le nom de 18e régiment d'infanterie « von Grolman » (1er régiment d'infanterie posnanien) (de). Dans la forteresse de Posen, un fort porte le nom de Grolman jusqu'en 1918.
La Grolmanstraße à Berlin-Charlottenbourg, qui va de la Uhlandstraße (de) à la Goethestraße en passant par la Savignyplatz (de), est nommée en son honneur en 1874.